# Зейские огни
«Зе́йские огни́» — общественно-политическая газета города Свободного Амурской области. Издается с 19 июля 1914 года. Распространяется на территории г. Свободного и Свободненского района. Периодичность выхода — 1 раз в неделю.

## История
История газеты «Зейские огни» восходит к газете «Алексеевский листок», вышедшей впервые 15 сентября 1914 года в городе Алексеевск (основанный в августе 1912 года город был назван в честь цесаревича Алексея Николаевича). В марте 1917 года на центральной площади прошёл гражданский митинг, по итогам которого Временным правительством город был переименован в Свободный. В 1918 году на смену «Алексеевскому листку» и «Алексеевской жизни» пришли «Соха и молот» и «Рабоче-крестьянский путь».
В октябре 1929 года был образован орган ВКП(б) Зейского округа (с центром в городе Свободный) — газета «Знамя коммуны», которая долгое время была главным печатным изданием города и района. Её сменила газета «Зейские огни», первый выпуск которой вышел 5 мая 1962 года. Газета получила название по имени реки, на которой стоял город: изначально она задумывалась как издание для нескольких районов, расположенных на этой реке, но позже стала органом только Свободненских городского и районного комитетов КПСС.
В 1990-е годы редакция газеты обрела статус Автономной некоммерческой организации, ставшей вместе с городской администрацией равноправным соучредителем «Зейских огней».

## Газета сегодня
В 2011 году газета выходит тиражом 13 000 экземпляров на территории города (59 тысяч человек) и района (14 600 человек). Наивысший тираж газеты был зафиксирован в 1991 году — 23 000 экземпляров (при населении города 81,2 тыс. человек, а района — 17,4 тьс. человек).
Газета «Зейские огни» одной из первых в области стала печататься в цвете, после того как в 2009 году в Благовещенске открылась новая типография издательства «2х2». Газета выходит по средам (сдвоенный номер) и пятницам, еженедельным объёмом от 32 до 48 полос. Распространяется по подписке и в розничной продаже (подписка составляет более 30 % общего тиража).

### Особые темы газеты
Особое место в «Зейских огнях» отводится исторической теме. Одной из первых газета начала выпускать страницу местного отделения правозащитного общества «Мемориал», где публиковались уникальные материалы об истории «БАМлага» и судьбах его знаменитых узников, среди которых были Павел Флоренский, Анастасия Цветаева, Василий Ажаев и другие.
В газете публиковались такие материалы, как первые запуски спутников с космодрома «Свободный», посещение города А. И. Солженицыным, открытие памятника режиссёру Леониду Гайдаю и открытие мемориальной доски Павлу Флоренскому.
Газета публикует официальную информацию и документы органов местного самоуправления, сообщения о конкурсах, аукционах, котировках. Реклама занимает не менее 30 % площади номера. В каждом номере газеты публикуются новости, сообщения о происшествиях, письма читателей, комментарии официальных лиц.

## Профессиональные достижения
- Главный редактор газеты «Зейские огни» Елена Короткова — выпускница факультета журналистики Дальневосточного государственного университета (г. Владивосток). В 1989 году награждена знаком «Отличник печати», в 1999 году ей присвоено звание Заслуженный работник культуры РФ.
- «Зейские огни» были лауреатами фестиваля СМИ «Вся Россия-2001» в номинации «Лучшая городская газета», а также многократно победителями дальневосточных и областных конкурсов.
- В 1995 году «Зейские огни» стали победителями конкурса грантов Фонда «Евразия».
- 2007 год, премия «Всероссийского общества охраны памятников истории и культуры» за освещение разноплановых вопросов, посвященных историческому наследию края. За разнообразие рубрик, тем, богатый иллюстративный ряд на страницах газеты: Источник.